# Ha-Iltzuk Icefield

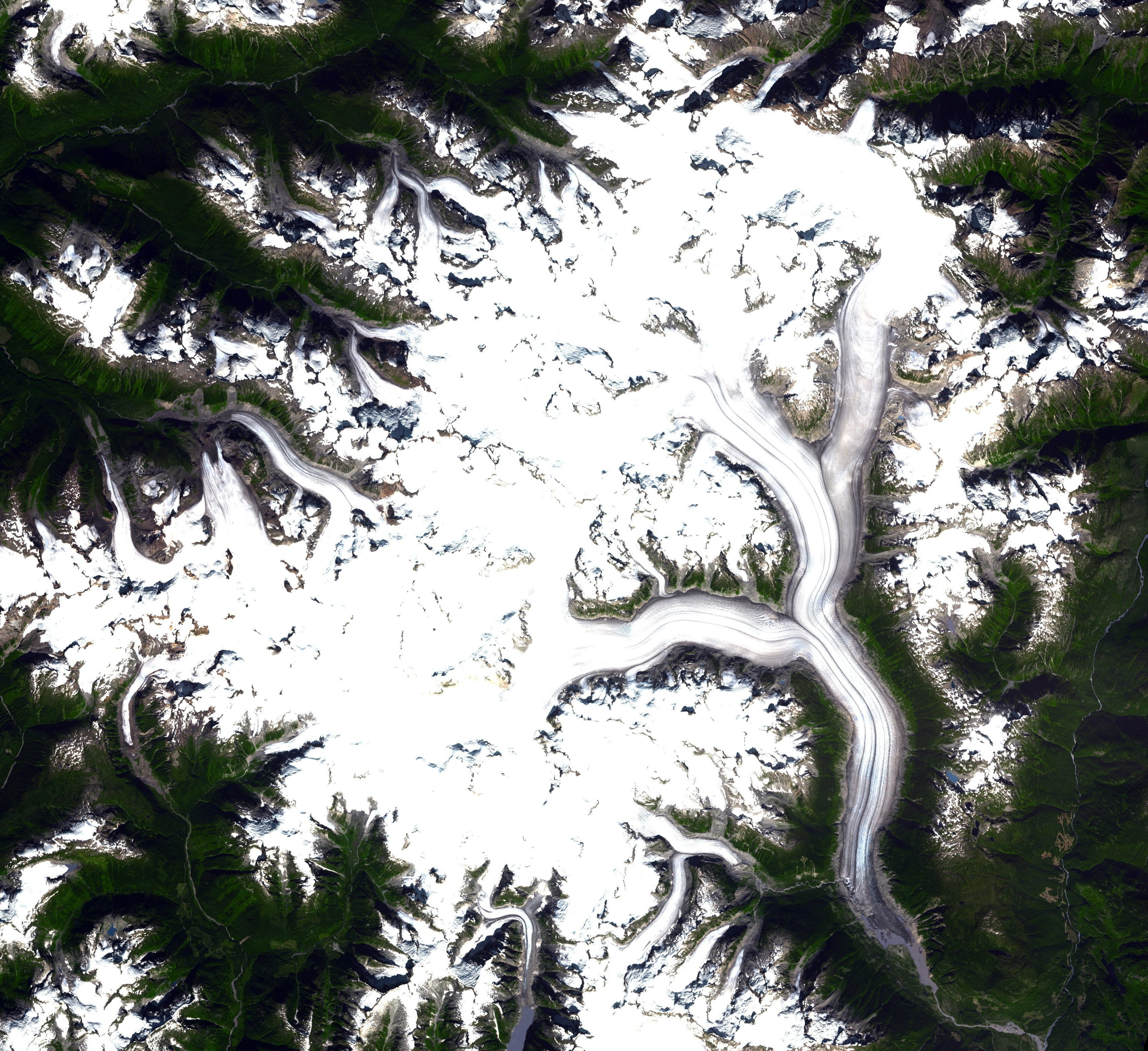
Satellitenbild des Ha-Iltzuk Icefield

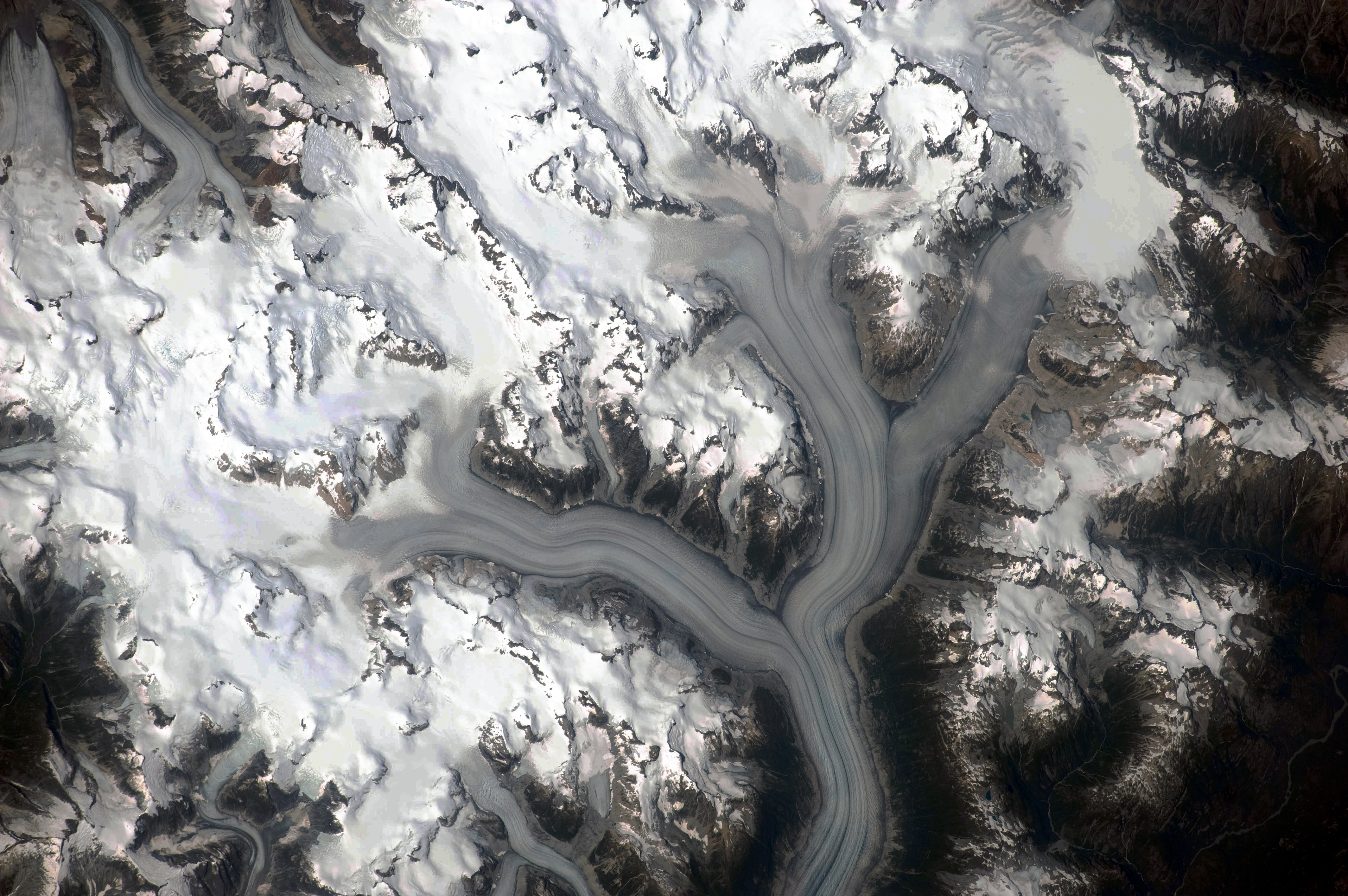
Foto eines Astronauten vom Eisfeld

Das Ha-Iltzuk Icefield (deutsch Ha-Iltzuk-Eisfeld) ist ein Eisfeld in den zentralen Pacific Ranges der Coast Mountains in der kanadischen Provinz British Columbia. Mit einer Fläche von 2.839 km² ist es das größte Eisfeld in der südlichen Hälfte der Coast Mountains. Es liegt westlich des Klinaklini River und der Waddington Range. Der höchste Gipfel innerhalb des Eisfeldes ist der Mount Silverthrone, ein Berg am Nordostrand einer kreisförmigen, stark gegliederten Caldera von 20 km Durchmesser, des als Silverthrone Caldera bezeichneten Vulkankomplexes.
Die südliche Hälfte des Eisfeldes wird als Silverthrone Glacier bezeichnet und fließt westwärts. Er vereinigt sich mit dem Klinaklini Glacier gerade oberhalb von dessen Gletschertor, wo der Abfluss kurz und sehr breit ist und den Klinaklini River innerhalb weniger Kilometer erreicht. Der Klinaklini Glacier bildet die nördliche Hälfte des Eisfeldes. Außerhalb seiner Nordwestgrenze erzeugt eine Gletscherzungen den Oberlauf des Machmell River. Der Name Ha-Iltzuk Icefield erscheint nicht in Amtsblättern der Regierung. Der Name ist mit hoher Wahrscheinlichkeit eine phonetische Wiedergabe von hailtzaq – die Aussprache von Heiltsuk in der Sprache des gleichnamigen indigenen Volkes.